# Joseph von Eichendorff

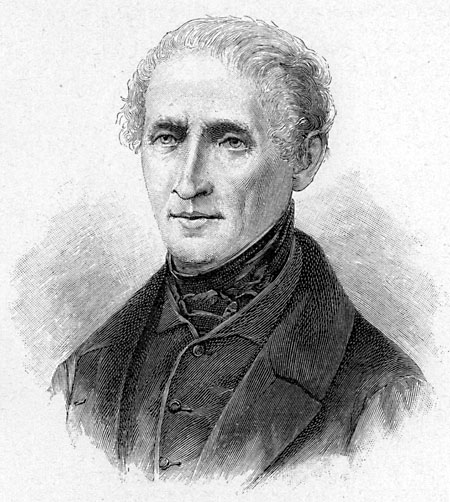
Joseph von Eichendorff

Joseph Karl Benedikt Freiherr von Eichendorff (Ratibor, 10 maart 1788 — Neisse, 26 november 1857) was een Duits schrijver en dichter uit de Romantiek.

## Levensloop
Joseph von Eichendorff werd op het slot Lubowitz geboren uit een rooms-katholieke familie van Pruisische officieren. Deze familie had na de Pruisische verovering van Silezië (1742) de koning in Berlijn als soeverein aanvaard, maar was zich bewust gebleven van de vroegere aanhankelijkheid aan de Habsburgse keizer in Wenen, toen Silezië eeuwenlang een Oostenrijkse provincie was geweest. Hij werd in zijn jeugd tweetalig; doordat hij in het etnisch, staatkundig en cultureel grensgebied Opper-Silezië woonde, leerde hij ook het Silezisch-Poolse dialect. Hij ging in 1801 naar het gymnasium te Breslau en studeerde een jaar rechten in Halle an der Saale en een jaar in Heidelberg. Hij kwam in contact met de romantische dichters Arnim, Görres en Brentano, en leerde de filosoof Schleiermacher kennen. In 1809 ging hij nog een jaar naar Berlijn, en vervolgens naar Wenen waar hij ambtelijke functies vervulde. Hij raakte sterk geïntrigeerd door de volksliederen uit Des Knaben Wunderhorn en werd een vriend van schilder Philipp Veit, zoon van Dorothea Schlegel. Toen Eichendorff zijn studies in 1812 beëindigde, was hij een heftig tegenstander van Napoleon, en nam hij deel aan de Duitse bevrijdingsoorlogen. Zijn eerste roman, Ahnung und Gegenwart, is een aanval op Napoleon. Zijn familie was door geldnood genoopt het barokke slot Lubowitz te verkopen.
Eichendorff werd in 1816 ambtenaar in dienst van de Pruisische staat en hield zich hoofdzakelijk met katholieke aangelegenheden, zoals het religieuze onderwijs, bezig; in deze periode schreef hij het gros van zijn novelles, en twee komedies, Krieg den Philistern en Die Freier: Eichendorff had een hekel aan 'vrije' opvattingen van de godsdienst en stak de draak met de ongelovigen in deze werken. Ofschoon hij in 1841 benoemd werd tot Geheimer Regierungsrat, kon hij zich niet meer vinden in de religieuze politiek van Pruisen en verzocht in 1844 om zijn ontslag.
Eichendorff verwerkte in zijn vertellingen een aanzienlijke hoeveelheid gedichten, die hij later bundelde, en het zijn deze die hem zijn grote roem brachten. De kracht van Eichendorff zit voornamelijk in zijn eenvoud; zijn gedichten beschrijven altijd de natuur op evocatieve
wijze. Deels is het een melancholisch heimwee naar het slot uit zijn jeugd, deels is het een transcendente zoektocht naar God. Aan alle geschriften van Eichendorff ligt een onbuigzaam, welhaast geborneerd vasthouden aan het oorspronkelijke en mystieke katholicisme ten gronde; hij achtte de verwatering van de fundamenten van de godsdienst verantwoordelijk voor de teloorgang van het romantische ideaal. Eichendorff staat reeds enigszins op het eind van de Romantiek; hij kondigt de overgang naar het realisme aan.
Joseph von Eichendorff wordt vooral om zijn natuurpoëzie herinnerd; 'O Täler weit, O Höhen' is een van zijn beroemdste gedichten, en vele ervan werden door Schumann op muziek gezet.

## Werken
- 1815 Ahnung und Gegenwart
- 1819 Das Marmorbild
- 1824 Krieg den Philistern
- 1826 Aus dem Leben eines Taugenichts
- 1828 Ezelin von Romanis
- 1833 Die Freier
- 1834 Dichter und ihre Gesellen
- 1837 Das Schloß Dürande
- 1837 Gedichte
- 1857 Halle und Heidelberg
- 1866 Der deutsche Roman des 18.Jahrhunderts in seinem Verhältnis zum Christenthum

- Bibsys: 90079804
- Biblioteca Nacional de España: XX914254
- Bibliothèque nationale de France: cb11988782j (data)
- Catàleg d'autoritats de noms i títols de Catalunya: 981058511756706706
- CiNii: DA0037523X
- Gemeinsame Normdatei: 118529390
- International Standard Name Identifier: 0000 0001 2098 8974
- Library of Congress Control Number: n81047567
- Nationale Bibliotheek van Letland: 000050198
- MusicBrainz: f43f70ba-6452-48cf-8a3f-ac08180ad665
- Bibliotheek van het Japanse parlement: 00513061
- Nationale Bibliotheek van Tsjechië: jn20000601466
- Nationale bibliotheek van Australië: 35845993
- Nationale Bibliotheek van Israël: 987007260723605171
- Nationale Bibliotheek van Polen: a0000001178766
- Nationale en Universitaire bibliotheek Zagreb: 000061692
- Nederlandse Thesaurus van Auteursnamen: 068790147
- Réseau des bibliothèques de Suisse occidentale: 02-A000056700
- Russische Staatsbibliotheek: 000016658
- Istituto Centrale per il Catalogo Unico: CFIV010414
- LIBRIS: 184664
- SNAC: w67t1w63
- Système universitaire de documentation: 027956784
- Trove: 814776
- Virtual International Authority File: 7399816
- WorldCat: E39PBJm4TYFvvXqdG4p84yWJjC

## Weblinks
- Teksten van Von Eichendorff op Zeno.org (Duitstalig)